# 沃爾茨湖

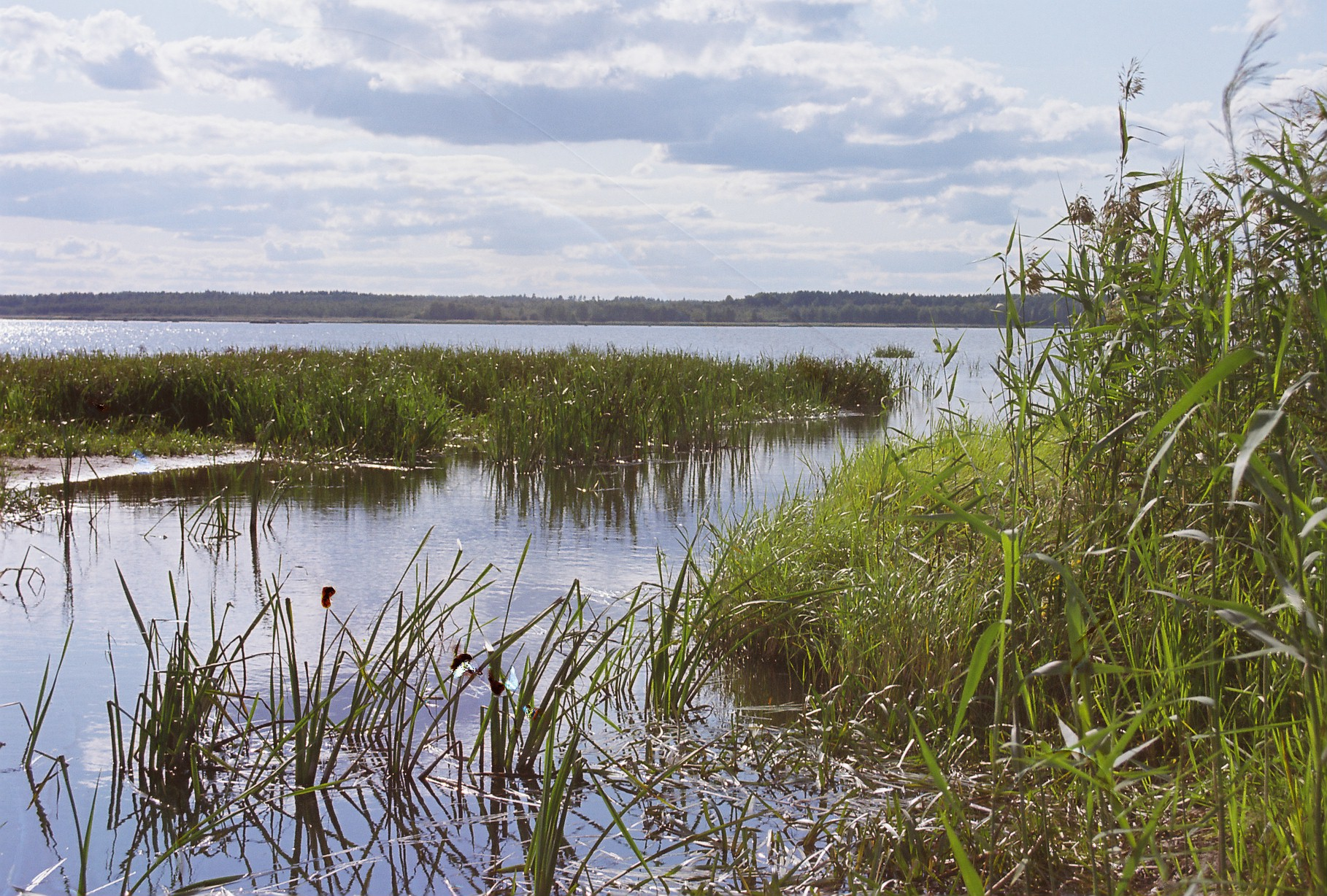
伦古河流入沃爾茨湖的河口處景色

沃爾茨湖是愛沙尼亞的湖泊，位於該國南部，海拔高度33.7米，面積270平方公里，是全國第二大湖泊，也是完全位于爱沙尼亚境内的最大的湖泊。該湖泊的集水區面積3,100平方公里，湖岸線長度96公里，平均水深2.7米，最大水深6米，湖水經埃馬河注入佩普西湖。

## 外部連結
- Võrtsjärv （页面存档备份，存于） （文）

58°17′N 26°02′E / 58.283°N 26.033°E